# Наполитано, Умберто
Умберто Наполитано (итал. Umberto Napolitano; род. 25 мая 1947, Брешиа, Италия) — итальянский певец и композитор.

## Биография
Умберто Наполитано родился в Брешии в 1947 году, а затем переехал с семьей в Турин, где начал учиться музыке у Адриано Де Грандис (Adriano De Grandis). В середине 60-х он начинает писать первые песни и выступает с дебютом в первом кабаре Милана, бывшем клубе Nebbia Club Франко Неббья (Franco Nebbia).
После выпуска в 1964 г. первой пластинки, включающей песни, написанные Джаном Пьеретти (Gian Pieretti), Умберто заключил контракт со студией Vedette. В 1966 г. песня протеста Chitarre contro la guerra («Гитары против войны»), которая была записана также в исполнении Кармен Виллани (Carmen Villani), приносит ему популярность. На следующий год он участвует в фестивале Сан-Ремо в качестве автора песни Il cammino di ogni speranza («Путь каждой надежды»), исполненной Катериной Казелли (Caterina Caselli) и Сонни и Шер (Sonny & Cher).
В последующие годы Умберто Наполитано посвящает себя преимущественно карьере автора песен (в том числе, Senza discutere («Не обсуждается») для I Nomadi (англ.) и Meglio libera («Лучше быть свободной») для Лореданы Берте (Loredana Berté).
С середины 70-х Умберто Наполитано возобновляет карьеру певца и участвует в Международном поп-фестивале Mostra Internazionale di Musica Leggera в 1976 г. с песней Oggi settembre 26 («Сегодня, 26 сентября»), и трижды в Фестивале Сан-Ремо: в 1977 г. с песней  Con te ci sto («Останусь здесь с тобой»), в 1979 г. с песней Bimba mia («Моя детка») и в  1981 г. с песней Mille volte ti amo («Безумно тебя люблю»).
С песней Amiamoci («Давайте любить») он участвует в фестивале Фестивальбар (Festivalbar) в 1978 г.
Наибольший успех имела песня 1977 года Come ti chiami («Как тебя зовут»), задуманная как диалог певца с девушкой: "Как тебя зовут? - Антонелла – Какое красивое имя, я - Паоло" и т.д. Песню часто передавали на свободных радиостанциях, иногда со скоростью 33 оборота вместо 45 — тогда диалог звучал комично. В том же 1977 году вышел самый продаваемый альбом Умберто Наполитано — Giro di do - Una canzone d'amore per ogni innamorato («Аккорд С - Песня о любви для каждого влюбленного»).
В 1989 г. увидел свет альбом Al mio caro pianeta terra... dieci piccole grandi storie («Моей любимой планете Земля... десять маленьких больших историй»), выпущенный лейблом Nar.
В 1990 году Умберто Наполитано решает порвать с музыкальным миром, но после 22-летнего перерыва вновь возвращается на сцену с песней "Volerò" («Полечу»). Об этой песне Умберто пишет: «"Volerò" — название песни <...> посвящённой ценностям, которые потеряли своё значение со временем, особенно среди тех когда-то молодых, которые мечтали изменить мир и которые сейчас управляют этим миром, имея множество скелетов в шкафу, забыв о своих благих намерениях. "Volerò" – это приглашение заглянуть внутрь себя и найти в себе те надежды и те ценности, поняв «разницу между теми, кто любит и ... теми, у кого нет души». (итал.)

## Основные песни, написанные Умберто Наполитано
| Год  | Название                      | Автор текста                           | Автор музыки                             | Исполнитель                      |
| ---- | ----------------------------- | -------------------------------------- | ---------------------------------------- | -------------------------------- |
| 1966 | Le pigne in testa             | Umberto Napolitano                     | Umberto Napolitano                       | Gli Scooters                     |
| 1967 | Dove sei                      | Umberto Napolitano                     | Umberto Napolitano                       | Gemelli                          |
| 1967 | Ho paura                      | Herbert Pagani                         | Umberto Napolitano                       | Roberta Mazzoni                  |
| 1967 | Il cammino di ogni speranza   | Umberto Napolitano и Vito Pallavicini  | Umberto Napolitano и Valerio Vancheri    | Caterina Caselli и Sonny & Cher  |
| 1968 | Mi sentivo strano             | Umberto Napolitano                     | Ricky Gianco                             | Quelli                           |
| 1968 | I miei pensieri               | Umberto Napolitano и Gian Pieretti     | Ricky Gianco                             | Ricky Gianco                     |
| 1968 | Il raffreddore                | Sergio Bardotti                        | Umberto Napolitano                       | Rita Pavone                      |
| 1970 | Una lacrima d'amore           | Umberto Napolitano                     | Umberto Napolitano                       | Robert Mondo                     |
| 1970 | Ahi ahi ragazzo!              | Umberto Napolitano и Franco Migliacci  | Umberto Napolitano и Mario Vicari        | Rita Pavone и Valeria Mongardini |
| 1971 | Le piccole domande dell'amore | Mogol                                  | Umberto Napolitano                       | Rossano                          |
| 1972 | Ma chi è che cos'è            | Gilberto Ziglioli                      | Umberto Napolitano и Franco Cassano      | Dori Ghezzi                      |
| 1972 | Vicolo di campagna            | Umberto Napolitano и Gilberto Ziglioli | Umberto Napolitano и Franco Cassano      | Franco I                         |
| 1973 | Amore amore immenso           | Umberto Napolitano                     | Umberto Napolitano и Gilberto Ziglioli   | Gilda Giuliani                   |
| 1975 | Senza discutere               | Alberto Salerno                        | Umberto Napolitano и Guido Maria Ferilli | Nomadi                           |
| 1976 | Meglio libera                 | Daniele Pace и Oscar Avogadro          | Umberto Napolitano и Mario Tessuto       | Loredana Berté                   |
| 1976 | No, no, no                    | Paolo Limiti                           | Umberto Napolitano                       | Sabina Ciuffini                  |
| 1978 | Non piange Ringo Starr        | Paolo Limiti                           | Umberto Napolitano                       | I Nuovi Angeli                   |
| 1994 | Baciamoci                     | Cristiano Minellono                    | Umberto Napolitano                       | Ricchi e Poveri                  |
| 2012 | Volerò                        | Umberto Napolitano                     | Umberto Napolitano                       | Umberto Napolitano               |

## Дискография

### Пластинки на 33 оборота
- 1977 - Giro di do - Una canzone d'amore per ogni innamorato (Warner Bros Records, T 56376)
- 1979 - Umberto Napolitano (Why Records, T 56611)
- 1981 - Noi Due Nella Vita e Nell'Amore (Amiamoci,AM 4002)
- 1985 - Per le strade del mondo (Harmony, LPH 8050)
- 1987 - Dietro la collina (Pineapple, 2021)
- 1989 - Al mio caro pianeta terra... dieci piccole grandi storie (Iperspazio,PDLP 2289)
- 1991 - Riccioli (Dig-It, PL 12042)

### Пластинки на 45 оборотов
- 1964 - La croce di un uomo/Ti prego, torna (Vedette; под именем Umberto Maj)
- Июнь 1966 - La vita del bar/Guarda il mondo (Jolly, J 20378; под именем Umberto)
- 1966 - Chitarre contro la guerra/Che ragioni come te (Jolly, J 20385; под именем Umberto)
- 1967 - Gioventù/Noi, noi, noi, noi (Jolly, J 20414; под именем Umberto)
- 1967 - Ferma la musica/Mia cara ragazza (Jolly, J 20430; под именем Umberto)
- 1968 - Cade la pioggia/Chiudo gli occhi (RCA Talent, TL12; под именем Umberto)
- 1969 - Occhi caldi/Tante porte, tante finestre (RCA Milano, M5; под именем Umberto)
- 1969 - A Laura/Inverno (Durium, Ld A 7656; под именем Umberto)
- 1970 - Ragazza innamorata/Fiori sul davanzale (Durium, Ld A 7688; под именем Umberto)
- 1972 - La prima volta/Il viaggio (Durium, Ld A 7749; под именем Umberto)
- Июль 1973 - Era tanto tempo fa/La ballata del pendolare (Ariston Records, AR 0596)
- 1975 - Ora il disco va/Irlanda (Warner Bros Records, T 16629)
- 1976 - Oggi settembre 26/Il cuscino blu (Warner Bros Records, T 16809)
- 1977 - Con te ci sto/Li guardi sempre prima tu (Warner Bros Records, T 16911)
- 1977 - Come ti chiami/Hey musino (Warner Bros Records, T 17033)
- 1978 - Amiamoci/L'ultimo falò (Why Records, T 17184)
- 1979 - Bimba mia/La pazzia (Why Records, T 17308)
- 1979 - Pioggia/Senza discutere (Why Records, T 17403)
- 1979 - Cantando e fischiettando/Eco (Amiamoci, AM 2001)
- 1980 - Ma con l'amore no/Quante...papà! (Amiamoci, AM 2006)
- 1981 - Io ti voglio/Mai più (Amiamoci, AM 2009)
- 1981 - Mille volte ti amo/Piove (Why Records)
- 1984 - Un'estate d'amore/Piano

### CD
- 1998 - I successi (DVMore Records; перезаписанные песни)

## Сотрудничество со студиями звукозаписи
Vedette, Jolly, RCA Talent, RCA Milano, Durium, Warner Bros Records, Why Records